# Feist

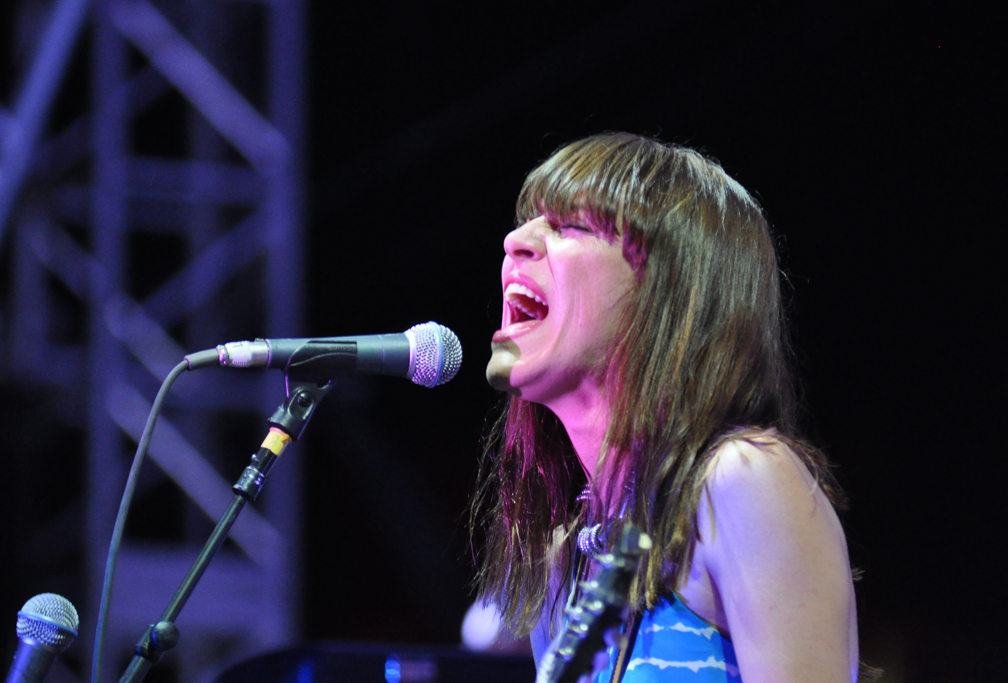
Леслі Файст 2012 року

Леслі Файст (англ. Leslie Feist; нар. 13 лютого 1976, Амгерст, провінція Нова Шотландія, Канада) — канадська співачка та автор текстів до пісень, що здобула популярність під псевдонімом Feist.

## Біографія
Почала музичну кар'єру в Калгарі, у складі місцевого панк-гурту Placebo (не плутати з британською командою). Після п'яти років виступів припинила на час вокальну діяльність через пошкодження голосових зв'язок. 1998 року Леслі переїхала в Торонто, де увійшла до складу групи By Divine Right і записала свій дебютний альбом.
2000 року Леслі Файст почала працювати з Peaches, Broken Social Scene і Kings of Convenience як сесійна вокалістка. Другий сольний альбом «Let It Die» (2004) вона записала в Парижі. Він став одним з найпомітніших канадських записів року. Третій сольник Файст, «The Reminder», вийшов у березні 2007 року.
2008 року номінувалася на премію «Греммі» чотири рази: «Найкращий новий артист», «Найкращий жіночий поп-вокал» («1234»), «Найкращий поп-альбом» («The Reminder») і «Найкращий відеокліп» («1234»).

## Дискографія

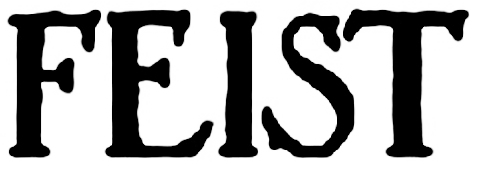
Логотип співачки

### Сольні альбоми
- 1999: Monarch (Lay Your Jewelled Head Down)
- 2004: Let It Die (#36 Heatseekers)
- 2006: Open Season
- 2007: The Reminder (#2 CAN, #16 US #28 UK)
- 2011: Metals
- 2017: Pleasure
- 2023: Multitudes

### Альбоми Broken Social Scene
- 2000: Feel Good Lost
- 2002: You Forgot It in People
- 2004: Bee Hives
- 2005: Broken Social Scene

### By Divine Right
- 1999: Bless This Mess

### Різне
- 2003 Motor Motel Love Songsby Jason Collett
- 2004: Folkloric Feelby Apostle of Hustle
- 2004: Riot on an Empty Street by Kings of Convenience
- 2006: Navy Brown Blues[18] by Mocky
- 2007: The Ish by Teki Latex

### Сингли
| Рік  | Назва            | Пікові позиції в чартах | Пікові позиції в чартах | Пікові позиції в чартах | Пікові позиції в чартах | Пікові позиції в чартах | Пікові позиції в чартах | Пікові позиції в чартах | Альбом       |
| Рік  | Назва            | US Hot 100              | US Pop 100              | US Modern Rock          | US Hot AC               | U.S.Hot Digital Tracks  | UK Singles Chart        | Canadian Singles Chart  | Альбом       |
| ---- | ---------------- | ----------------------- | ----------------------- | ----------------------- | ----------------------- | ----------------------- | ----------------------- | ----------------------- | ------------ |
| 2004 | «Mushaboom»      | -                       | -                       | -                       | -                       | -                       | 97                      | -                       | Let It Die   |
| 2004 | «One Evening»    | -                       | -                       | -                       | -                       | -                       | -                       | -                       | Let It Die   |
| 2005 | «Inside and Out» | -                       | -                       | -                       | -                       | -                       | 83                      | -                       | Let It Die   |
| 2006 | «Secret Heart»   | -                       | -                       | -                       | -                       | -                       | -                       | -                       | Let It Die   |
| 2007 | «My Moon My Man» | -                       | -                       | -                       | -                       | -                       | -                       | 67                      | The Reminder |
| 2007 | «1234»           | 8                       | 10                      | 34                      | 30                      | 2                       | 8                       | 3                       | The Reminder |